# Warwickite
La warwickite est le minéral titano-borate de magnésium et accessoirement de fer, corps composé de formule chimique (Mg,Fe)3Ti(O, BO3)2 parfois écrite sous une forme de borate en incluant les impuretés métalliques principales Mg (Ti, FeIII, Cr, Al)(BO3)O. Ce corps naturel rare apparaît le plus souvent en agrégats prismatiques, transparents en petits grains ou en lames fines, ou subtranslucides de couleur brun, noir, d'éclat subvitreux à perlé.

## Topotype, appellation et synonyme

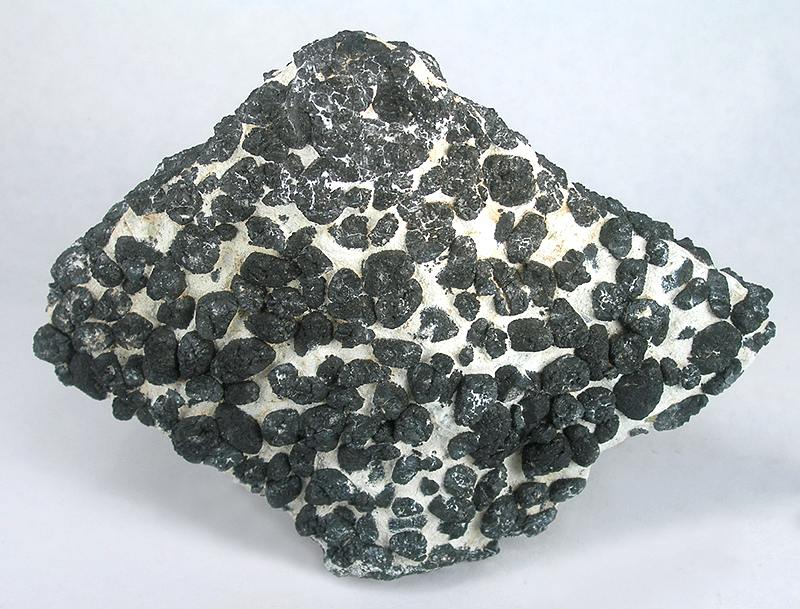
Grains de warwickite (surface sombre envahissante) dans le "beau marbre blanc précambrien de Franklin", Amity, Ville de Warwick, comté d'Orange, état de New York (Taille : 14,5 x 11,0 x 5,5 cm).

La warwickite, décrite par Charles Upham Shepard (en) la première fois en 1838, tire son nom des calcaires cristallins précambriens observables au sud-ouest d'Edenville, sur la municipalité de Warwick, dans le comté d'Orange, dans l'état de New York. Le minéral apparaît en petits cristaux prismatiques et rugueux, gris sombre à gris noir, au sein du marbre blanc de Franklin. Il peut être associé à la chondrodite.
Les roches précambriennes qui le contiennent sont en général des skarns, calcaires méta-somatisés ou transformés par métamorphisation. 
Le terme enceladite rappelant le géant de la mythologie grecque Enkelados, aujourd'hui à vocation unique de synonyme désuet, est proposé à l'origine en 1846 pour tenter de décrire la gamme des variétés et autres aspects de ce minéral, selon le minéralogiste Thomas Sterry Hunt.
Des échantillons topotypes sont conservés à Paris, en France, au Muséum national d'histoire naturelle, ainsi qu'à Washington, D.C., aux États-Unis, au National Museum of Natural History, où les échantillons proviennent de l'ancien musée minéralogique de la Smithsonian Institution.

## Cristallographie et cristallochimie
Ce sont parfois de fins cristaux prismatiques, bien formés et/ou à terminaisons arrondies. Les plans les plus fréquents sont {010}, {100}, {110}, {130}, {310}.
Ces prismes appartiennent au système cristallin orthorhombique. La structure précise de la warwickite n'a été élucidée qu'en 1950 par le cristallographe français Erwin Félix Lewy Bertaut. Elle s'applique à différents minéraux décrits par la formule B2O3 · Fe2O3 · 2M2O, où M correspond à l'ion métal divalent Mg, Fe(II), Co ou Ni dans ce cadre descriptif, la composition théorique de la warwickite extrêmement pure, sans trace de Fe(III), s'écrit B2O3 · TiO2 · 3MgO. 
Ce minéral de formule élémentaire (Mg,Ti,Fe,Cr,Al)2O(BO3) fait partie des borates anhydres A2BO2[XO3] de la classification de Dana.
La yuanfuliite Mg(Fe3+,Al3+)O(BO3) et ce minéral font partie du groupe de la warwickite.

## Propriétés physiques et chimiques avec critères de déterminations
Le minéral présente une dureté de Mohs de l'ordre de 3 à 5 et une densité de 3,36,.
Le minéral se décompose facilement dans l'acide sulfurique.

### Analyse
Voici quelques compositions observées :
- Mg1.5Ti0.5O(BO3), classique selon les tables minéralogiques de Strunz ;
- MgTi0.6Fe(III)0.3Al0.1(BO3)O ;
- Mg1.1Fe(III)0.64Ti0.16Fe0.1Al0.1(BO3)O ;
- Mg(Mg,Fe,Ti,Al,Cr)O[BO3].

## Gîtologie
Outre certains skarns et roches calcaires métamorphisées, la warwickite peut être présente dans les petites veines de lamproïte et de carbonatite associées aux premières comme c'est le cas à Jumilla, province de Murcie en Espagne. Les teneurs en oxyde chromique Cr2O3 peuvent au maximum atteindre 13 % en masse et même l'oxyde ferrique Fe2O3 dépasse parfois la moitié de l'assemblage minéral complexe.
Les structures rocheuses lamproïtiques s'expliquent par des laves porphyriques, la warwickite est présente avec le phlogopite, l'olivine, l'apatite et occasionnellement du clinopyroxène en phénocristaux dispersés dans la masse, partie prenante d'une même phase avec l'analcime ou la sanidine, la richtérite potassique, différents carbonates, la pseudobrookite, l'ilménite et la magnétite. Il n'est pas rare que la warwickite représente 10 % en masse des matières minérales de la veine.
Les roches précambriennes ultramafiques de la terre d'Inglefield au Groenland montrent en affleurement environ 5 % de la surface couverte de grains ou nodules de warwickite, minéral contenant en moyenne 9,7 % en masse d'alumine. Les minéraux typiques de ce premier cortège métamorphique sont la forstérite, le pléonaste, le phlogopite, la magnétite et éventuellement la tourmaline. L'altération ultérieure de l'ensemble de ces minéraux donne une gamme variée de composés boratés, associée essentiellement à la magnétite.
Dans les calcaires cristallins de l'Ontario, par exemple dans le secteur de Bancroft ou du comté Hastings, la warwickite noirâtre apparaît avec du mica, de la dolomite, de la trémolite, de la szaibelyite, de la serpentine, de l'apatite, du spinelle vert foncé, de la sinhalite, de l'anatase, de la fluorite, de la chondrodite, du scapolite, de l'ilménite, de la marcassite, de la pyrrhotite, de la pyrite, du graphite et de la goethite. 
En Corée du Nord, la warwickite serait incluse dans un marbre altéré par métasomatisme marqué par l'élément bore, elle est associée à la calcite, à la forstérite, au spinelle, à la ludwigite, à la clinohumite, à la pyrrhotite.
Minéraux associés : borates (szaibelyite, sinhalite, ludwigite, yuanfuliite), magnétite, hématite, graphite, spinelle, oxydes de titane complexes ou simples (Ilménite, anatase, brookite...), silicate de titane comme la titanite ou borosilicates comme la tourmaline, la dravite, mais aussi la calcite et la dolomite, la sabinaïte (carbonate de Ti de l'Ontario), le phlogopite, le diopside, la scapolite, la clinohumite, la fluorite, l'apatite, la chondrodite, la pyrite, la pyrrhotite, l'olivine, la forstérite ... 

### Gisements remarquables ou occurrences
- Allemagne

Ilfeld, Nordhausen, Harz, Thuringe
- Australie

Tasmanie
- Canada

Herschel Township, comté Hastings, Ontario
- Corée du Nord

mine de cuivre et d'or de Hol Kol, à environ 75 km au sud-est de Pyongyang, district de Suan
- États-Unis

Comté de Sussex, New-Jersey
- Espagne

carrière de La Aljorra, Carthagène, ou mine Notre Seigneuresse de Carmen, La Celia, Jumilla, en province de Murcie
- Japon

mine Neichi ou Kamineichi, ville de Miyako, préfecture de Iwate, île Honshu
- Norvège
- Kvaefjord, Troms
- Russie

Oblast de Cheliabyn, Oural
Dépôt ferrifère de Tayozhnoye, 550 km au sud de Iakoutsk, et dépôt de borate-magnétite de la taïga de Sakha, Sibérie orientale

## Usages

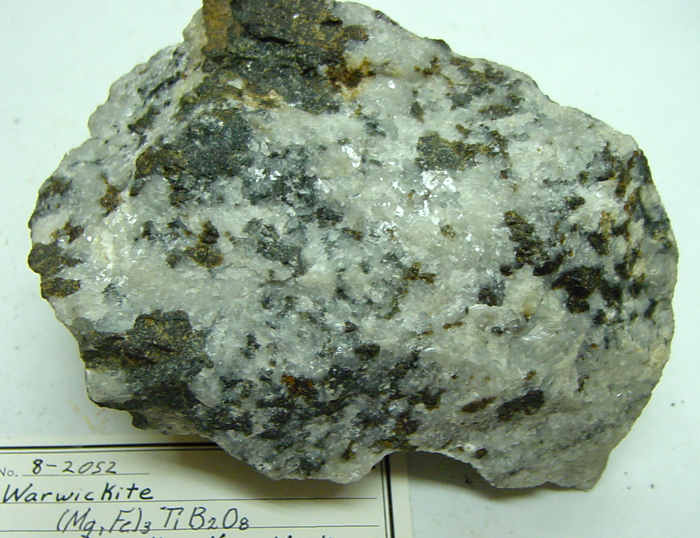
Warwickite topotype d'Edenville, Ville de Warwick, comté d'Orange County, New York